# Real Estelí
Real Estelí Fútbol Club – nikaraguański klub piłkarski z siedzibą w mieście Estelí, stolicy departamentu Estelí. Występuje w rozgrywkach Primera División. Domowe mecze rozgrywa na obiekcie Estadio Independencia.

## Osiągnięcia

### Krajowe
- Liga Primera

| zwycięstwo (21):     | 1991, 1999, 2003, 2003 (A), 2004 (C), 2007, 2008, 2009, 2010, 2011, 2012, 2013, 2014, 2016, 2017, 2019 (C), 2019 (A), 2020 (C), 2020 (A), 2022 (A), 2023 (C) |
| drugie miejsce (12): | 1995, 1997, 2004 (A), 2006, 2015, 2018 (C), 2018 (A), 2021 (A), 2023 (A), 2024 (C), 2024 (A), 2025 (C)                                                       |

- Copa Primera

| zwycięstwo (2):     | 1991, 2024       |
| drugie miejsce (3): | 1966, 1996, 2022 |

### Międzynarodowe
- Puchar Ameryki Centralnej CONCACAF

| zwycięstwo (0):     | –          |
| drugie miejsce (2): | 2023, 2024 |

## Aktualny skład
Stan na 16 grudnia 2024.
| Nr | Poz. | Piłkarz              |
| -- | ---- | -------------------- |
| 1  | BR   | Douglas Forvis       |
| 2  | OB   | Francisco Vallecillo |
| 3  | PO   | Henry Niño           |
| 4  | OB   | Marvin Fletes        |
| 6  | PO   | Iván Ochoa           |
| 7  | NA   | Byron Bonilla        |
| 8  | NA   | Juan Vieyra          |
| 9  | NA   | Henry García         |
| 10 | PO   | Harold Medina        |
| 11 | PO   | Bancy Hernández      |
| 12 | NA   | Widman Talavera      |
| 13 | PO   | Agenor Báez          |
| 14 | NA   | Iverson Salmerón     |
| 15 | PO   | Javier Toledo        |

| Nr | Poz. | Piłkarz                 |
| -- | ---- | ----------------------- |
| 16 | NA   | Delis Vargas            |
| 17 | OB   | Junior Delgado          |
| 18 | PO   | William Parra           |
| 19 | OB   | Evert Martínez          |
| 20 | PO   | Keylon Batiz            |
| 21 | NA   | Bryan Ordóñez           |
| 22 | BR   | César Salandía          |
| 23 | OB   | Óscar Acevedo           |
| 24 | NA   | Brayan López            |
| 25 | BR   | Jason Vega              |
| 26 | PO   | Sergio Cunningham       |
| 27 | OB   | Josué Quijano (kapitan) |
| 28 | NA   | Pablo Gállego           |
| 34 | PO   | Joab Gutiérrez          |